# THE EITHER
THE EITHER一支2017年组建于纽约的独立电子乐团。由中国音乐家Zongli（宗立）担任作曲、键盘类乐器以及主唱（电人声），Jiaju（沈嘉琚）担任拨弦乐器演奏（电琵琶）、Yang（王阳）担任弓弦乐器演奏（电二胡），搭载于合成器编曲，混合摇滚、流行、舞曲等的音乐风格。

## 【音乐作品】[2]
THE EITHER乐队已正式发行3张正规专辑、4张迷你专辑、9支单曲。
- 音乐专辑
- 2017年11月1日，发行EP《UNDERNEATH》，共收录5首作品。收录曲包括《Ocean of Lens》 , 《Inside the Screen》, 《Do You Know Your Name》, 《Dual》, 《Body Free》。

- 2020年5月28日，发行迷你专辑《Off Either Vol.1》，共收录10首作品。收录曲包括《Meet Again》, 《Leave Behind》, 《Before Dawn》, 《Smoky Boy》, 《Drop Down》, 《Hiding》, 《Fear of Love》, 《Standard Mode》, 《Inborn Impulse》, 《Quiet Ultramarine》。

- 2020年7月10日，发行首张正规专辑《Awakening》，共收录14首作品。收录曲包括《Perfect Gene》、《Mid of Nothingness》、《Android Circus》、《Inside the Screen》、《Touch of Scarlet》、《Ambiguity》、《Dual》、《Mystery》、《You You You》、《Body Free》、《Big Boy》、《Ocean of Lens》、《Do You Know Your Name》、《Constant Scream》。

- 2020年9月30日，发行迷你专辑《Off Either Vol.2》，共收录10首作品。收录曲包括《Tu Po》、《Qian Gua》、《Gray Pupil》、《YSlow》、《Mega Flip》、《Feel It Cold》、《Water Vapor Bubble》、《Al Diva》、《Eternal Tower》、《No Mercy》。

- 2022年1月24日，发行专辑《E·myth》，共收录10首作品。收录曲包括《ONE》、《hehero》、《END》、《pygmalion's love》、《DEW》、《bittersweet heaven》、《RIGHT》、《riddle of sphynx》、《COC》、《drift off course》 。[3]

- 2022年8月2日，发行专辑《远花火》，共收录8首作品。收录曲包括《风熏》、《一会》、 《夕立》、 《镜海》、 ，《绘空事》、《 冰饮物》、《 星月夜》、《远花火》。[4]

- 2024年7月29日，发行专辑《终末之诗》，共收录10首作品。收录曲包括《彼时彼方》、《败啸》、《奇妙的水乐园》、《假面之舞》、《坠火》、《云海旅人》、《鱼缸城市》、《刺蔷薇》、《潮汐，连通你我的梦境》、《终末之诗》。[5]

- 音乐单曲
- 《Body Free》                                     发行时间：2017-08-01 [6]
- 《Constant Scream》                           发行时间：2018-05-01 [7]
- 《Ambiguity》                                     发行时间：2018-07-01 [8]
- 《Touch of Scarlet》                            发行时间：2018-10-18 [9]
- 《You, You, You》                               发行时间：2019-02-01 [10]
- 《Mid of Nothingness》                        发行时间：2019-10-10 [11]
- 《树钱摇》                                          发行时间：2023-01-10 [12]
- 《鱼缸城市》                                       发行时间：2023-02-28 [13]
- 《潮汐，连通你我的梦境》                     发行时间：2023-05-26 [14]

- 为他人创作
- 《Daydaydream》                                 发行时间：2021-03-16 [15]
- 《将近酒》                                           发行时间：2022-01-27 [16]
- 《随意随意呀》                                     发行时间：2022-02-01 [17]
- 《浮生听风》                                        发行时间：2022-12-10 [18]
- 《兔兔在哪里》                                     发行时间：2023-01-22 [19]
- 缠斗的烈焰《虎鹤妖师录》动画片头曲      发行时间：2024-10-06 [20]

## 【演艺经历】
- 2022年10月30日，参与游戏明日方舟“2022音律联觉—灯下定影”，线上音乐会录制。 
- 2023年11月6日，受邀参与尤伦斯当代艺术中心 “GALA 2023——回响Echo”。
- 2023年7月13、14日，作为特邀嘉宾参与“2023Bilibili Macro Link”（BML）演出。
- 2023年12月25日，参与“费加罗风尚趋势盛典”，获得《年度风尚先锋音乐人》称号。 
- 2024年5月1、2、4、5日，参与游戏明日方舟“2024音律联觉”线下音乐会 。
- 2024年7月13、14日，作为特邀嘉宾参与“2024Bilibili Macro Link”（BML）演出。 
- 2024年8月10日，加盟的节目《佳期如梦令·2024bilibili仙侠夜》播出。 
- 2024年8月30日，受邀参加小红书马路生活节 “落日音乐会”。 
- 2024年10月10日，作为表演嘉宾，受邀参与中国独立设计师品牌DAMOWANG 上海时装周大秀 
- 2024年10月27日，作为特邀嘉宾，参与“爵士说唱之魂 Shing02 & SPIN MASTER A-1 “South Side”巡演上海站
- 2024年12月7、8日，受邀参与Montreux Jazz Festival Japan 2024。
- 2025年5月18号，受邀参与在上海国际赛车场举办的Utopia Festi 游戏音乐嘉年华。

## 【演唱会记录】
- 2021年：“LANDING” THE EITHER上海专场，2021年11月27日在上海万代南梦宫梦想剧场，举办了首个国内专场“LANDING”。
- 2023年：“LANDINGⅡ” THE EITHER 2023双城巡演， 2023年5月19日在上海瓦肆VAS SHANGHAI，举办了双城巡演 | 上海站“LANDING II”；2023年5月28日在成都MAO Livehouse (Live厅)，举办了双城巡演 | 成都站“LANDING II”
- 2024年：「终末之诗」新专辑巡演， 2024年10-11月分别在厦门、广州、西安、成都、北京、上海举办了6场新专辑巡演。

## 【人物评价】
THE EITHER将二胡、琵琶、中国传统声乐与电子音乐相结合，创造出完全属于自己的风格。他们的作品中确实涵盖民乐、电子乐、摇滚乐等等元素，但不曾也不该被归进任何一种流派。（《V视界大赏》评 ）。THE EITHER乐队的独立风格并不刻意，电影配乐、游戏音乐这些外界眼中的“大众音乐”，他们同样做得很好（《搜狐娱乐》评）。根植于民乐、电子乐，又在追求它们的现代化、国际化（《人民日报》评  ）。无论是音色、音乐主题还是表演风格，这支乐队都有强烈的先锋意味，极具未来感的音乐美学。他们不仅得到音乐界的注目，也成为时尚圈的宠儿（《澎湃新闻》评 ）。

## 【杂志写真】
- 《NYLON尼龙》2023年1月刊
- 《V视界大赏》2023年4月刊

## 【参考文献】
1. ↑  . paper.xinmin.cn.   [2022-01-05]. （原始内容存档于2022-01-05）.
2. ↑  . Spotify.   [2023-07-08]. （原始内容存档于2022-01-05） （中文（中国大陆））.
3. ↑  , 2022-01-24
4. ↑  , 2022-08-02
5. ↑  , 2024-07-29
6. ↑  , 2017-08-01
7. ↑  , 2018-05-01
8. ↑  , 2018-07-01
9. ↑  , 2018-10-18
10. ↑  , 2019-02-01
11. ↑  , 2019-10-11
12. ↑  , 2023-01-10
13. ↑  , 2023-02-28
14. ↑  , 2023-05-26
15. ↑  , 2021-03-16
16. ↑  , 2022-01-27
17. ↑  , 2022-02-01
18. ↑  , 2022-12-10
19. ↑  , 2023-01-22
20. ↑  , 2025-01-26
21. ↑  . www.showstart.com.   [2022-01-05]. （原始内容存档于2022-01-05）.
22. ↑  . 秀动ShowStar. 2023-05-19  [2023-07-08]. （原始内容存档于2023-07-08）.
23. ↑  . 秀动ShowStar. 2023-05-28  [2023-07-08]. （原始内容存档于2023-07-08）.
24. ↑  . www.showstart.com.   [2025-04-04].
25. 1 2  . V视界大赏. 2023-04-18  [2023-07-08]. （原始内容存档于2023-07-08）.
26. ↑  . 搜狐娱乐. 2022-01-25  [2023-07-08]. （原始内容存档于2023-07-09）.
27. ↑  . 人民日报. 2022-01-24  [2023-07-08]. （原始内容存档于2023-07-08）.
28. ↑  . 澎湃新闻. 2023-01-26  [2023-07-08]. （原始内容存档于2023-07-08）.
29. ↑  . NYLON尼龙. 2023-01-22  [2023-07-08]. （原始内容存档于2023-07-09）.